# Buslijn 8 (Amsterdam)
Buslijn 8 was een Amsterdamse buslijn, geëxploiteerd door het GVB die reed van 3 juni 1967 tot en met 1 december 1990. De lijn verbond Amsterdam-oost via het Amstelstation met Amsterdam-zuid. De verbinding heeft een lange geschiedenis en begon als Lijn D, werd in 1967 vernummerd in lijn 8 en in 1990 in lijn 69/169.Het het oostelijke traject werd in 1993 werd gekoppeld aan lijn 15. Sinds 2000 reden de lijnen 66 en 199 dit traject. Sinds 2006 rijdt lijn 62 het zuidelijke traject terwijl lijn 65 sinds 2009 het oostelijke traject van lijn 15 weer overnam. De lijn heeft echter het langst gereden (23 jaar) met het lijnnumer 8.

## Geschiedenis

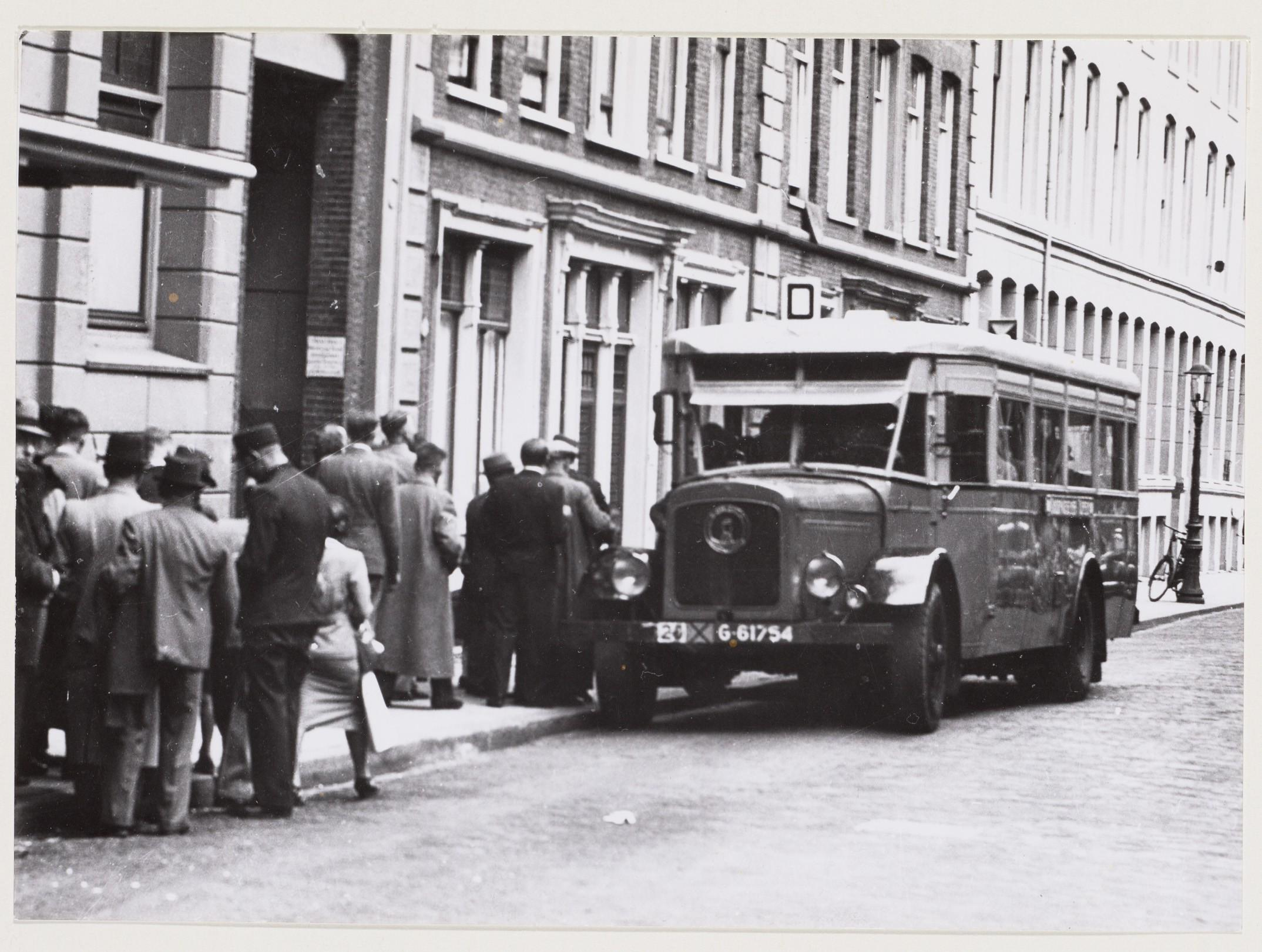
Bus 106 uit 1928 op lijn D op het Professor Tulpplein

### Lijn D

#### Eerste lijn D
Op 15 juni 1925 werd lijn D ingesteld tussen Onderlangs in Betondorp via de Middenweg en Weesperzijde naar het professor Tulpplein. Op enkele kleine routewijzigen na vond op 14 juli 1932 een ingrijpende routewijziging plaats en werd de lijn verlegd via de Berlagebrug, Amsteldijk en Nieuwe Amstelbrug. Opvallend hierbij was dat tweemaal de Amstel werd gekruist. Op 15 oktober 1939 werd de lijn verlegd langs het nieuwe Amstelstation. Op 22 mei 1940 werd lijn D opgeheven en de passagiers verwezen naar lijn A en K.

#### Tweede lijn D

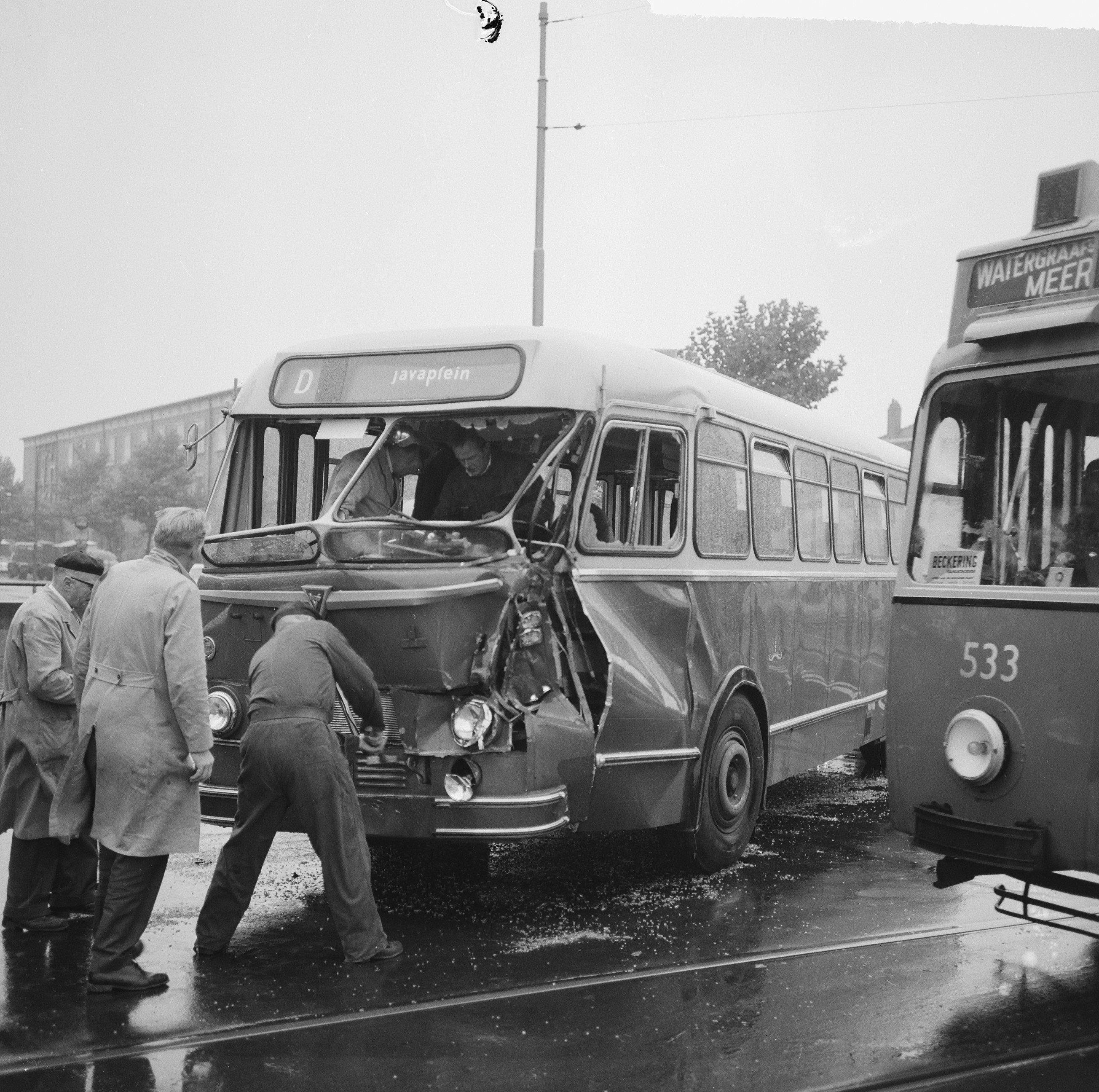
Aanrijding bus van lijn D met tram van lijn 9 op de Middenweg op 15 oktober 1964, de tram bestaat nog steeds als museumwagen

Op 12 maart 1953 werd een nieuwe lijn D ingesteld tussen het Javaplein en het Amstelstation, via de Watergraafsmeer. Afgezien van een verlegging via de Kruislaan in 1954 bleef de route tot 1967 ongewijzigd. De lijn werd gereden vanuit garage Oost.

### Lijn 8

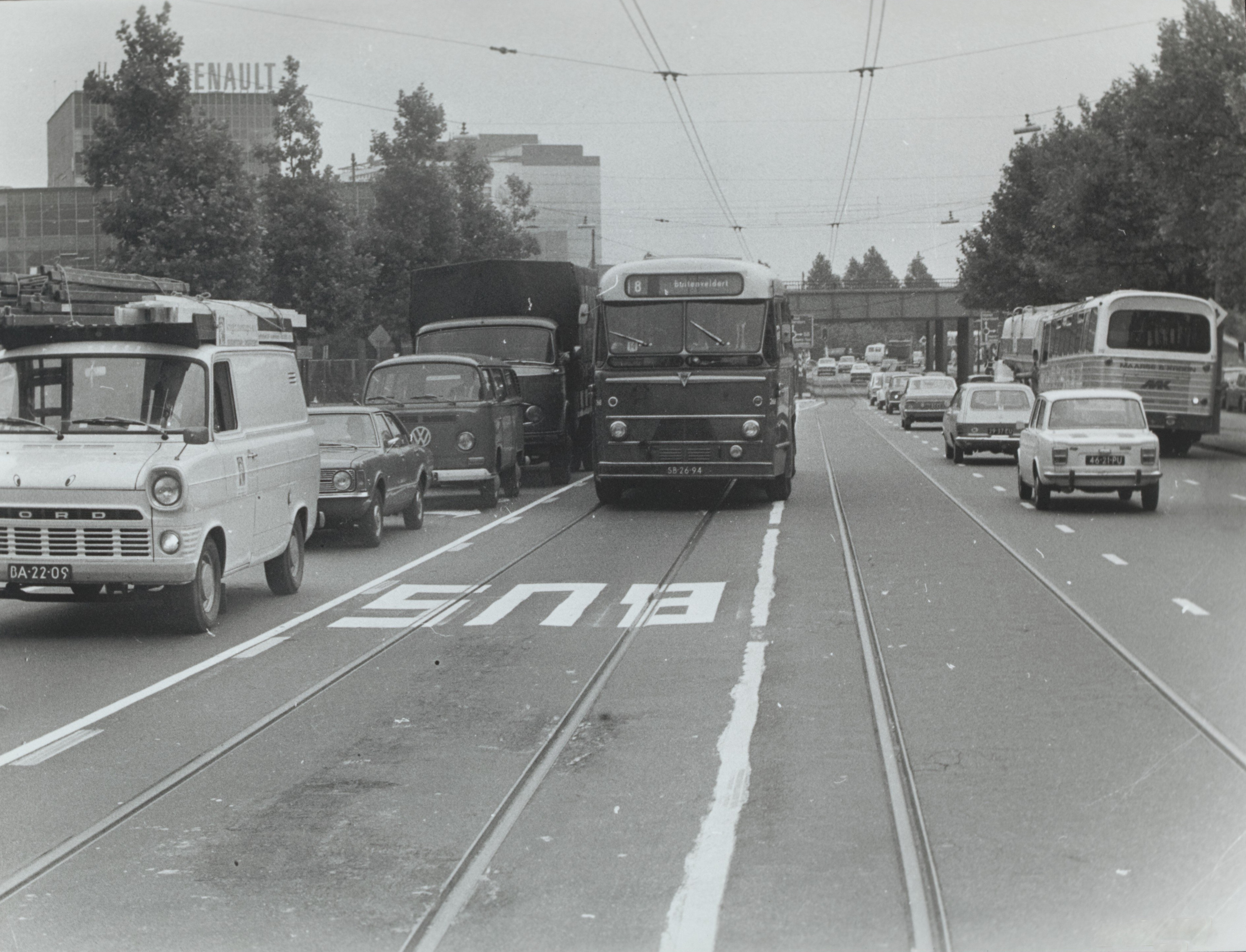
Bus 269 een "Tikker" op lijn 8 op de Vrijheidslaan in 1971

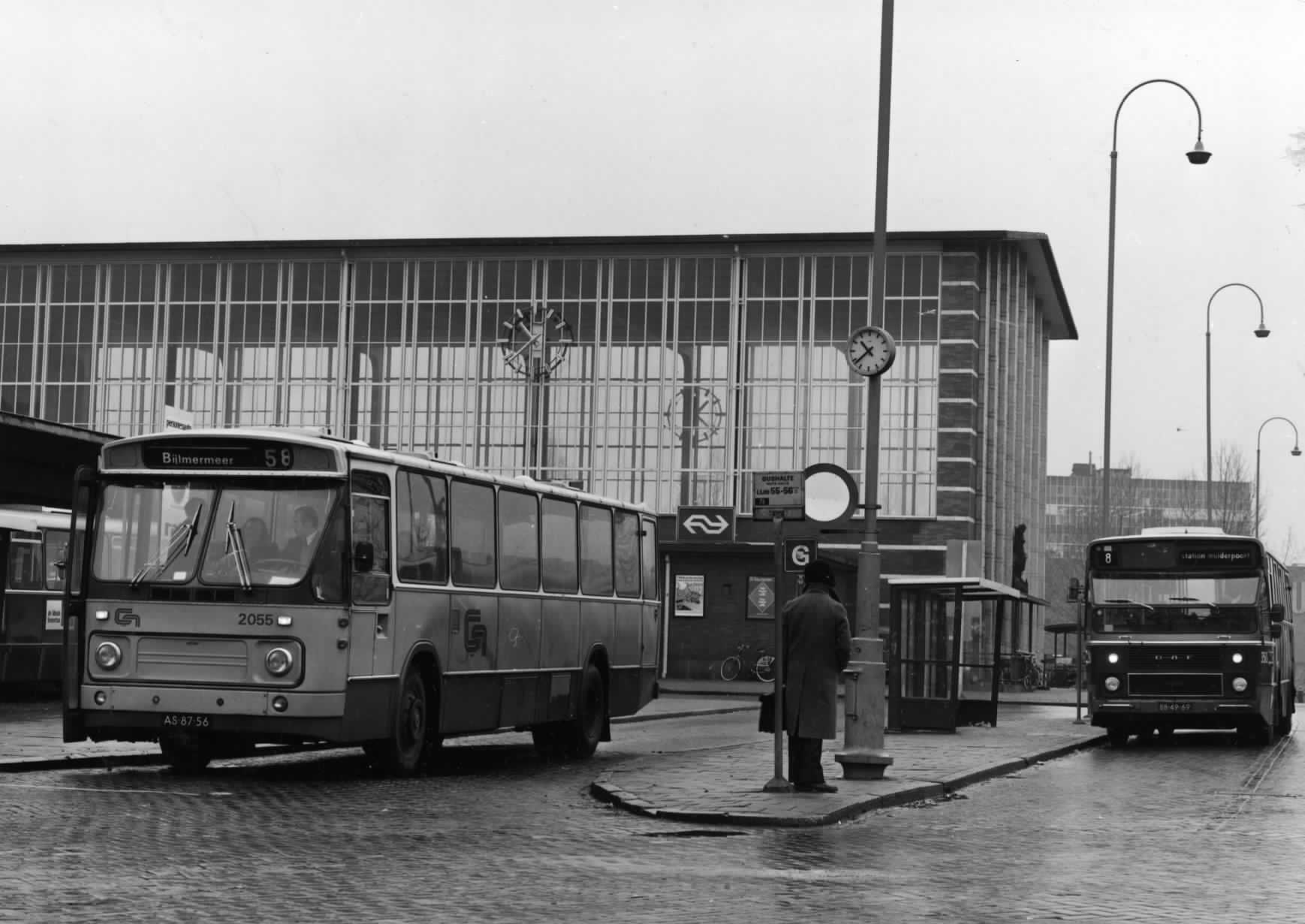
Bus 350 van lijn 8 voor het Amstelstation, maart 1977

Het GVB wilde van de letterlijnen af en besloot geleidelijk deze te vernummeren. In 1967 waren onder de 30 de lijnnummers 6, 8, 20, 22, 28 en 29 nog vrij. Op 3 juni 1967 werd lijn D daarom vernummerd in lijn 8 en daarbij tevens verlegd naar het Muiderpoortstation. In tegenstelling tot lijn D werd via de Linnaeusparkweg gereden. Vanaf het Amstelstation werd de lijn doorgetrokken naar Buitenveldert via de Waalstraat, Europaboulevard, A.J. Ernststraat, Buitenveldertselaan en Van Boshuizenstraat. Lijn 8 gaf de bewoners van Buitenveldert een rechtstreekse verbinding met het Amstelstation en Muiderpoortstation.
Tijdens de Floriade 1972 reed er tussen deze tentoonstelling en het Amstelstation een speciale versterkingslijn
8F (Floriade). Tijdens voetbalwedstrijden in zowel het Ajax- of Olympisch Stadion reden soms onder het lijnnummer 15E extra bussen op lijn 8.
Op 30 september 1973 werd de lijn in Buitenveldert verlegd naar de De Cuserstraat, in plaats naar het einde van de van Boshuizenstraat, en reed hier voortaan buslijn 23. Dit veroorzaakte veel protesten omdat sommige bewoners nu een dubbele verbinding met West hadden (lijn 23 en 26) maar tweemaal moesten overstappen voor Oost of indien men maar eenmaal wilden overstappen een heel eind moest om rijden. Het GVB draaide de wijzigingen echter niet terug ondanks dat lijn 23 in het begin vrijwel leeg rondreed.
In 1978 waren er plannen lijn 8 te verleggen via station Amsterdam Zuid en te vernummeren in lijn 68. In plaats hiervan kwam lijn 58 tussen station Zuid en het Amstelstation, die in 1981 weer verdween. Lijn 58, aanvankelijk uitgevoerd met bussen uit de hoofdgarage west,
reed vrijwel parallel met lijn 8, waarbij echter via de Maasstraat in plaats van de Waalstraat werd gereden. Latere plannen om lijn 8 alsnog tot lijn 68 te vernummeren en te integreren in het Amstelveense busnet gingen niet door.
Lijn 8 was in die jaren een zeer frequente lijn met maximaal 22 bussen bij een 4-minutendienst. De lijn werd gereden vanuit de Garage Oost aan de Oranje-Vrijstaatkade, in 1980 verhuisden de aldaar geplaatste bussen (met uitzondering van een aantal wisselwagens voor dienst op lijn 22) naar garage Zuid/Amstel III in Bullewijk. Vanaf 1988 reed lijn 8 gedeeltelijk met gelede bussen. Door het vervallen van de versterkingsritten op CN-lijn 173 (ex-lijn 10) werd lijn 8 in de zomer van 1989 tijdelijk verlegd via de VU.

### Lijn 69/169
Doordat de kosten van de aanleg van de Amstelveenlijn uit de hand liepen moest er drastisch in het busnet worden bezuinigd. Lijn 8 zou met slechts een kwartierdienst overblijven en verlegd worden langs de VU. Daarna besloot men om lijn 8 te combineren met CN-lijn 173 die in de periode als lijn 10 versterking had van lijn 28 en 29 in Buitenveldert en Amstelveen. Voor de duidelijkheid voor de passagiers werden de lijnen 8 en 173 vernummerd in lijn 69 en 169 en reden om en om, waarbij lijn 69 de korte lijn en lijn 169 de lange lijn was.
Doordat de sneltram begin 1991 door kinderziekten bijna 7 maanden werd ingekort, werd de frequentie weer verhoogd tot 5 minuten, waarbij steeds twee keer lijn 69 reed en één keer lijn 169. Na de zomer werd dit weer ongedaan gemaakt en ging lijn 69 met gelede bussen rijden.
Door de onregelmatige dienstuitvoering, waarbij kwam dat lijn 69 met gelede stadsbussen en lijn 169 met standaard streekbussen reed, was er vaak sprake van clustervorming en onevenwichtige bezetting. Daarom besloot men beide lijnen ingaande de zomerdienstregeling van 1993 in te korten tot het Amstelstation en voortaan geheel door Centraal Nederland te laten rijden met standaard streekbussen. In 1994 werd CN opgedeeld in NZH en Midnet; lijn 69 was voortaan een NZH-lijn die tot Amstelstation reed. Het traject naar het Muiderpoortstation ging naar buslijn 15.
In mei 1997 werd lijn 69 vanaf de Cuserstraat verlengd naar Plein 1960. Ook werd lijn 69 in de daluren opgeheven behalve op die tijdstippen dat lijn 169 een halfuurdienst reed.

### Lijn 66/199
In 1999 werden NZH en Midnet herenigd bij Connexxion; lijn 69 werd verlengd naar Amstelveen Plein 1960 en reed alleen nog in de spits en op de tijden dat lijn 169 slechts om het half uur reed. In 2000 werden beide lijnen vernummerd tot 66 (doorgetrokken naar Amstelveen Waardhuizen) en Sternet 199. Vanaf de winterdienst ging het GVB (weer) op deze lijnen rijden met bussen uit garage Zuid.

### Lijn 62, 65 en 240
In 2006 verwierf Connexxion het alleenrecht op busvervoer in Amstelveen en werd lijn 66 opgeheven en 199 overgedragen aan Connexxion en ingekort tpt Station Zuid. Ter vervanging werd lijn 62 (West) ingesteld, die nu het traject van Buitenveldert naar het Amstelstation overnam. In 2009 werd de oostelijke tak van lijn 15 vervangen door lijn 65 (Zuid) die vanaf de Molukkenstraat naar het KNSM-eiland ging rijden. Samen met Zuidlijn 40 (Amstelstation-Science Park/Muiderpoortstation) rijden zij vandaag de dag de route van lijn 8.